# Антоњи ле Тијак
Антоњи ле Тијак (фр. Antogny le Tillac) је насељено место у Француској у региону Центар, у департману Ендр и Лоара.
По подацима из 2011. године у општини је живело 523 становника, а густина насељености је износила 30,21 становника/km².

## Демографија
| 1962. | 1968. | 1975. | 1982. | 1990. | 2011. |
| ----- | ----- | ----- | ----- | ----- | ----- |
| 516   | 479   | 441   | 497   | 486   | 523   |